# CampusNet
CampusNet ist ein vollständig integriertes Hochschulinformationssystem und unterstützt Hochschulen und andere Bildungseinrichtungen in der Verwaltung der akademischen und administrativen Prozesse. CampusNet verwaltet als prozessorientierte Software Prüfungsordnungen, Lehrveranstaltungen und Prüfungen im Zusammenspiel und ist mit allen Funktionsbereichen des studentisch-akademischen Lebenszyklus an Hochschulen im Einsatz. Die Software ist das Kernprodukt der Firma Datenlotsen Informationssysteme GmbH aus Hamburg.

## Funktionen
- Interessentenmanagement
- Bewerbung und Zulassung
- Studiengangsmanagement
- Veranstaltungsmanagement
- Raumplanung
- Studierendenverwaltung
- Lehrendenverwaltung
- Prüfungsmanagement
- Protokollierung
- Dokumentenmanagement
- E-Postbrief[1]
- Smartwatch-Unterstützung[2]
- SEPA-Unterstützung[2]
- Lokalisierung

## Verbreitung
CampusNet und zugehörige Anwendungen sind nach Angabe des Herstellers an 70 Hochschulen in Deutschland, Österreich und der Schweiz im Einsatz, darunter die Universität Bremen, die Universität Hamburg mit StiNE sowie die Schwesterhochschule HafenCity Universität Hamburg, die Universität Mainz, die Universität Paderborn, die Universität Leipzig und die Universität Lübeck. Einige Institute setzen einzelne Module ein oder lizenzieren die Mobilen Dienste für den Einsatz einer Mobilen App.